# Dehu Road
Dehu Road là một thị xã quân sự (cantonment) của quận Pune thuộc bang Maharashtra, Ấn Độ.

## Nhân khẩu
Theo điều tra dân số năm 2001 của Ấn Độ, Dehu Road có dân số 46.900 người. Phái nam chiếm 53% tổng số dân và phái nữ chiếm 47%. Dehu Road có tỷ lệ 74% biết đọc biết viết, cao hơn tỷ lệ trung bình toàn quốc là 59,5%: tỷ lệ cho phái nam là 80%, và tỷ lệ cho phái nữ là 67%. Tại Dehu Road, 12% dân số nhỏ hơn 6 tuổi.